# Skerike-Gideonsbergs församling
Skerike-Gideonsbergs församling var en församling i ett eget pastorat i Domprosteriet i Västerås stift. Församlingen låg i Västerås kommun i Västmanlands län. Församlingen delades 2014 upp i Skerike och Gideonsbergs församlingar.

## Administrativ historik
Församlingen bildades 2006 genom sammanslagning av Västerås Skerike och Gideonsbergs församlingar. 2014 uppdelades församlingen i sina två församlingar igen. Församlingen utgjorde till 2014 ett eget pastorat.

## Kyrkor
- Skerike kyrka
- Gideonsbergskyrkan